# Vasilij Petrov
Vasilij Ivanovič Petrov (15. leden 1917 Černoleskoje, carské Rusko – 1. února 2014, Moskva) byl sovětský vojevůdce, maršál Sovětského svazu. Maršálem Sovětského svazu se stal v březnu 1983.
K rudé armádě se Petrov připojil v roce 1939 a v roce 1941 dokončil důstonické zkoušky.
Během druhé světové války bojoval u Oděsy, Sevastopolu a na Kavkaze. Později se podílel na invazi na Ukrajinu a do Rumunska, poté na útoku na Budapešť.
Po válce studoval na Frunzeho vojenské akademii v Moskvě. Následně postupoval ve vojenských hodnostech. Na plukovníka byl povýšen v roce 1952, generálmajorem se stal v roce 1961, generálporučíkem v roce 1965, generálplukovníkem v roce 1970 a generálem v roce 1972. V roce 1983 byl jmenován maršálem Sovětského svazu.
Na konci 70. let sloužil jako vojenský poradce etiopské armádě a asistoval i během války o Ogaden.
V roce 1982 se Petrov stal hrdinou Sovětského svazu.